# Rhiothra callipia
Rhiothra callipia är en kräftdjursart som beskrevs av Schioedte och Frederik Vilhelm August Meinert 1884. Rhiothra callipia ingår i släktet Rhiothra och familjen Cymothoidae. Inga underarter finns listade i Catalogue of Life.